# Tetrapedia bipartita
Tetrapedia bipartita är en biart som beskrevs av Jesus Santiago Moure 1999. Tetrapedia bipartita ingår i släktet Tetrapedia och familjen långtungebin. Inga underarter finns listade i Catalogue of Life.